# Микалаускайте, Эльвира Миколовна
Эльвира Миколовна Микалаускайте (Добровольскене) — советский литовский хозяйственный деятель, Герой Социалистического Труда.

## Биография
Родилась в 1932 году в Килово.
В 1949—1953 — колхозница, в 1953—1966 — доярка колхоза имени Черняховского Вилькийского района Литовской ССР.
В 1966—1987 — монтажница Каунасского радиозавода Министерства промышленности средств связи СССР.
Указом Президиума Верховного Совета СССР от 5 апреля 1958 года присвоено звание Героя Социалистического Труда с вручением ордена Ленина и золотой медали «Серп и Молот».
Живёт в Каунасе.

## Награды и звания
- Герой Социалистического Труда (05.04.1958)
- Орден Ленина (05.04.1958)